# Хедберг, Вальборг
Вальборг Мария Хедберг (швед. Walborg Maria Hedberg; 23 октября 1859, Стокгольм — 31 августа 1931, там же) — шведская переводчица, в основном русской литературы. Первой перевела на шведский язык произведения Фёдора Достоевского.

## Биография
Вальборг Хедберг родилась в 1859 году. Её отец, Франц Хедберг, был популярным драматургом и переводчиком. Мать, Аманда Броман, была актрисой. Бо́льшую часть времени семья жила в Стокгольме, за исключением тех лет, когда Франц Хедберг возглавлял театр в Гётеборге.
Вальборг начала печататься и публиковаться благодаря связям отца в одном из крупнейших издательств, Bonnier. Переводила она в основном с русского языка. В числе её первых переводов были произведения Фёдора Достоевского, и именно ей принадлежит заслуга знакомства шведских читателей с его творчеством. После того как был опубликован её перевод «Преступления и наказания», русская литература стала пользоваться популярностью, и Вальборг продолжила переводить произведения русских авторов. Изначально она делала переводы с немецких или французских версий романов, однако после первых же работ настолько заинтересовалась русской литературой, что принялась изучать русский язык.
После Достоевского Вальборг Хедберг взялась переводить сочинения Льва Толстого. В 1885 году вышел её перевод «Анны Карениной» (сделанный с немецкого), а в 1886 — «Войны и мира» (с французского). На протяжении почти четверти века, вплоть до Первой мировой войны, она ежегодно публиковала один или два перевода произведений Толстого. Кроме того, она вела, от имени издательства, переговоры с самим писателем при посредстве его родственников либо Владимира Черткова. Хедберг также подписалась на ряд русских журналов, чтобы следить за всеми публикациями Льва Толстого.
Вальборг Хедберг переводила также произведения Антона Чехова, Николая Гоголя, Софьи Ковалевской и Максима Горького. Переводила она и с других языков: английского, французского, немецкого. В 1900 году она перевела «Огнём и мечом» Сенкевича, а в 1903 — «Избирательное сродство» Гёте. Она также стала первой переводчицей на шведский язык Томаса Манна и Артура Шницлера. Кроме того, в числе её работ — переводы исторических романов Эрнста Экштейна, детских книг Фрэнсис Ходжсон Бернетт, приключенческих романов Александра Дюма, произведений Пьера Лоти и детективной повести Артура Конан Дойля «Знак четырёх».
Помимо переводов, Хедберг была активна в других областях. С 1905 по 1910 год она была председателем женского общества «Nya Idun»; с 1913 по 1918 год работала библиотекарем в Стокгольмской библиотеке для детей и юношества, а также в 1914 составила, совместно с Луизой Аросениус, биографический словарь выдающихся женщин Швеции (Svenska kvinnor från skilda versamhetsområden).
Вальборг Хедберг умерла 16 августа 1931 года в Стокгольме.